# Новокиївка (Кетрисанівська сільська громада)

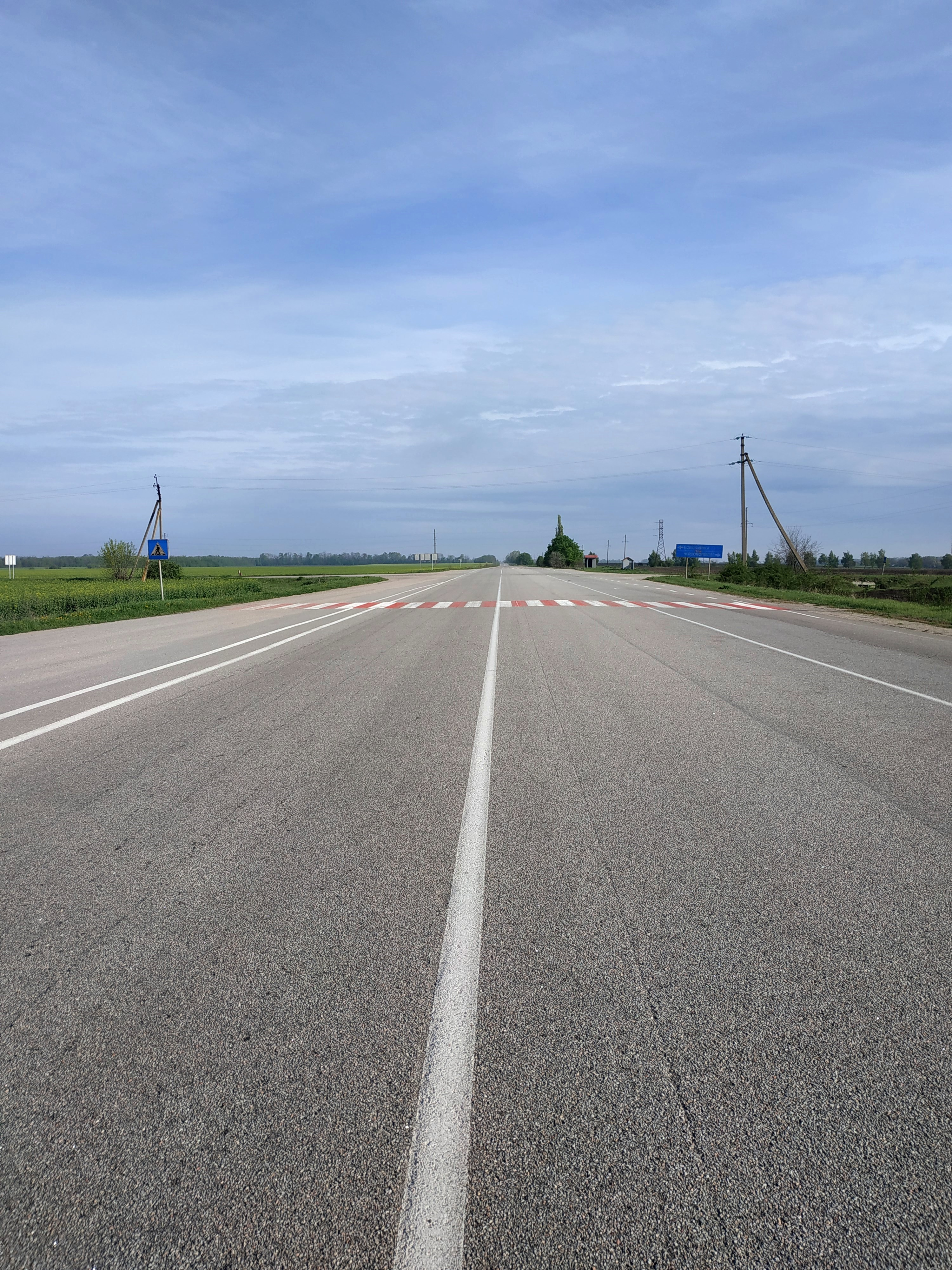
Траса Н-14

Новоки́ївка — село в Україні, у Кетрисанівській сільській громаді Кропивницького району Кіровоградської області. Населення становить 143 осіб.

## Населення
Згідно з переписом УРСР 1989 року чисельність наявного населення села становила 139 осіб, з яких 57 чоловіків та 82 жінки.
За переписом населення України 2001 року в селі мешкали 143 особи.

### Мова
Розподіл населення за рідною мовою за даними перепису 2001 року:
| Мова       | Відсоток |
| ---------- | -------- |
| українська | 91,61 %  |
| російська  | 7,69 %   |
| молдовська | 0,70 %   |